# Herkules (stjernebillede)
 For alternative betydninger, se Herkules (flertydig). (Se også artikler, som begynder med Herkules)
Herkules, eller Hercules, er et stjernebillede på den nordlige himmelkugle.